# Panchashikha
Panchashikha, qui apparaît dans Livre de la Libération (en) du Mahabharata (Chapitre 218), est un disciple de longue date de Asuri (en), professeur de philosophie Sâmkhya. En tant qu'élève de Kapila, Panchshikha est l'un des premiers professeurs de philosophie appartenant à l'école de pensée Sâmkhya,. Il a écrit un grand nombre d'œuvres, dont 60000 versets concernant la nature de la matière (Prakṛti), la nature du soi, les facultés de perception et d'action et les pouvoirs supra normaux. Shashti Tantra est censé être son oeuvre. Uluka, surnommé Kanada, l'auteur deVaisheshika Sutra et qui enseigna à Krishna, était un disciple de Panchashikha.
Dharmadhvaja Janaka, le roi de Mithila, l'un des disciples de Panchshikha, avait demandé à Panchashikha quelle était la relation entre le corps et l'âme pendant la vie terrestre et après la mort. À plusieurs endroits, Vyasa, dans ses commentaires sur les Yoga-sûtra de Patañjali  II.5, II.16, II.17 etc., en guise de clarification, a spécifiquement cité les opinions exprimées par Panchashikha à l'égard de la nature du corps et de l'âme,.
On pense que Kapha a favorisé Panchshikha sur son lait et a ainsi émergé la philosophie du Samkhya. Dans le VédaTarpana Viddhi, la méthode de l'offrande de l'eau, Panchashikha est vénéré dans le processus de Manushya tarpana, offrant de l'eau à l'Origine des Hommes, dans le mantra qui se lit comme suit :
औं संकश्च सनन्दश्च तृतीयश्च सनातनः
कपिलश्चासुरिश्चैव वोढुः पञ्चशिखस्तथा
सर्वे ते तृप्तिमायान्तु मद्दत्तेनाम्बुना सदा ||
"Laissez Sanaka, Sananda, Sanatana, Kapila, Asuri Bardhu et Panchshikha être tous satisfaits avec l'eau offerte par moi."